# Цепь ордена
Цепь о́рдена (о́рденская цепь) — один из традиционных элементов орденов европейского типа наряду со знаком, звездой и лентой.

## История
Одним из первых золотую цепь в качестве символа принадлежности к ордену использовал граф Амадей VI Савойский (1343–1383), учредивший орден, который сперва так и назывался — «орден Цепи» (позднее стал известен, как Высший орден Святого Благовещения). Вскоре после этого орденской цепью обзавелись орден Золотого руна, французский королевский орден Святого Михаила и орден Подвязки (причём последний из них изначально был учреждён без орденской цепи, цепь была добавлена к нему в эпоху Тюдоров).
Ко второй половине XVIII века, когда стали массово создаваться ордена, разделённые на степени, цепь ордена обычно стала рассматриваться, как принадлежность высшей степени ордена. Эту степень традиционно называли «большим крестом», но было и заметное исключение, Наполеон, создавая орден Почётного легиона, переименовал её в «большого орла». В разговорной речи эта степень может называться просто «первой».
В дальнейшем, цепь ордена стала зачастую использоваться в гербах награждённых лиц, а затем и в национальных гербах. Так, на королевском гербе Дании изображены цепи двух национальных рыцарских орденов — Ордена Слона и Ордена Даннеброг, а цепь Ордена Леопольда I изображена на национальном гербе Бельгии.

## Галерея
- Цепь и звезда Ордена Андрея Первозванного, Россия
- Цепь Ордена Ваза, Швеция
- Королевский герб Дании
- Малый герб Бельгии